# Candicidina
Candicidina (nella fase sperimentale conosciuta anche con la sigla Cl35) è un antibiotico un lattone macrociclico (macrolide) costituito da una miscela di eptaeni prodotti da Streptomyces griseus. 
Il composto venne isolato durante l'estate del 1948 presso il Rutgers University Institute of Microbiology a partire da del letame di vacca.

Il farmaco è attivo contro alcuni lieviti e funghi simili a lieviti, ma non sui funghi filamentosi. È invece sprovvisto di attività antibatterica.

La molecola è particolarmente attiva verso Candida albicans: il suo nome deriva dall'elevata azione contro questo fungo. Lo spettro di assorbimento della luce del composto lo rende simile ad ascosina, e lo distingue da nistatina e rimocidina.

## Chimica
Il composto ha un colore giallo-oro ed è insolubile in acqua, alcoli, chetoni, esteri, eteri ed altri solventi lipidici.
Risulta invece solubile in dimetilsulfossido, dimetilformammide, piridina e alcuni acidi alifatici.

## Farmacodinamica
Il composto presenta proprietà antifungine e svolge attività simile a quella della nistatina: in particolare sono sensibili alla molecola oltre a Candida albicans anche Blastomyces dermatitidis e Sporotrichum schenckii. Studi sul topo hanno mostrato l'esistenza di un effetto protettivo solo parziale verso la criptococcosi e l'istoplasmosi.

Il farmaco è stato studiato per le sue proprietà ipocolesterolemizzanti, così come per una certa attività di riduzione del volume della ghiandola prostatica che ne aveva fatto ipotizzare l'impiego nella ipertrofia prostatica benigna.

## Tossicologia
Studi sperimentali su animali (topo) hanno messo in evidenza una DL50 pari a 14 mg/kg peso corporeo, quando somministrata per via intraperitoneale.

## Usi clinici
Candicidina è stata utilizzata sotto forma di unguento allo 0,06% per uso vaginale o sotto forma di ovuli o candelette vaginali, contenenti ciascuno 3 mg di principio attivo, per il trattamento della candidiasi (moniliasi) vulvo-vaginale.

## Effetti collaterali e indesiderati
Il trattamento locale con candicidina è di norma ben tollerato. Comunque, soprattutto all'inizio del trattamento, sono stati riferiti alcuni disturbi come irritazione, rossore, prurito e sensazione di bruciore dopo l'applicazione vaginale. Più raramente possono verificarsi crampi pelvici ed eruzioni cutanee.

## Controindicazioni
Il composto è controindicato in soggetti con ipersensibilità individuale accertata al principio attivo oppure ad un eccipiente utilizzato nella formulazione.

## Dosi terapeutiche
Gli ovuli o candelette vaginali debbono essere applicati due volte al giorno, per un periodo di trattamento di 14 giorni.